# Kopplung (Organisationstheorie)
Kopplung bezeichnet in der Organisationstheorie die Eigenschaft von Systemen, auf andere Systeme Einfluss zu nehmen. In der Organisationstheorie wurde der Begriff durch Karl E. Weick auf Grundlage der Arbeiten von James G. March und anderen eingeführt. Weick ist ein Vertreter des systemtheoretischen Erklärungsmodells von Organisationen und betrachtet Organisationen nicht als monolithische Blöcke, deren Teile allesamt gleich wären; vielmehr müsse der Zusammenhalt zwischen den fragmentierten Teilen der Organisation durch gewisse Wechselwirkungen erklärt werden. Für Weick unterscheiden sich diese Wechselwirkungen wiederum in ihrer jeweiligen Variabilität und in ihren Dimensionen.
Eine „lose Kopplung“ (loose coupling) liegt nach Weick vor, "... wenn zwei getrennte Systeme entweder nur wenige Variablen gemein haben oder ihre gemeinsamen Variablen im Vergleich mit anderen das System beeinflussenden Variablen schwach sind. Zwei Systeme, die durch wenige oder schwache gemeinsame Variablen verbunden sind, werden als lose gekoppelt bezeichnet."
Diese Idee der losen und festen Kopplung von Weick darf keinesfalls verwechselt werden mit der strukturellen Kopplung in der Theorie sozialer Systeme von Niklas Luhmann. Dort können Systeme ausdrücklich nur interne, strukturdeterminierte Irritationen als Informationen verarbeiten und es ist unmöglich, dass ein System seine Umwelt in keiner Weise ursächlich beeinflusst.
Nach Weick geschehen Einflüsse bei loser Kopplung plötzlich im Gegensatz zu gleichmäßig, hin und wieder im Gegensatz zu ständig, vernachlässigbar im Gegensatz zu wesentlich, indirekt im Gegensatz zu direkt und irgendwann im Gegensatz zu sofort. Dadurch bleiben in lose gekoppelten Systemen auftretende Störungen eher begrenzt.
In stark gekoppelten Systemen hingegen können Störungen weitreichende Wirkungen erzielen, die dann aber auch schneller wahrgenommen werden. Wenn beispielsweise in einem Einzelhandelsbetrieb die Verkaufszahlen zurückgehen, wird dies in der Absatzplanung eher wahrgenommen als in der Produktion. Die Personalabteilung hingegen wird dies erst wahrnehmen, wenn die Belegschaftsstärke verändert werden muss.
Die Art der Kopplung beschreibt Weick als Ergebnis der Wechselwirkung von Umwelt und Subsystem. Je regulierter und vorhersehbarer diese Umwelt ist, desto stärker wird die Kopplung zwischen solchen Subsystemen sein. Je unvorhersehbarer die Umwelt ist und je breiter die Reaktionsspielräume der Systeme sind, desto loser sind diese miteinander gekoppelt. Umgekehrt werden stark gekoppelte Systeme (im Gegensatz zu den lose gekoppelten) Veränderungen nur sehr schlecht weiterleiten. Die Ursache liegt in der geringen Variabilität der Verbindungen, die schnell zu stereotypen Ergebnissen führt (siehe Ashbysches Gesetz).

## Qualifizierung von Kopplungen
Weick nennt vier Hauptfaktoren, die Einfluss auf die Stärke von Kopplungen nehmen.
Vorschriften
Vorschriften (Regeln, Anweisungen) usw. unterscheiden sich in Wichtigkeit, Anzahl, Möglichkeiten zur Abweichung und Klarheit. Kopplungen werden stärker, wenn sich diese vier Faktoren verstärken, wenn die Vorschrift also beispielsweise sehr wichtig ist.
Akzeptanz von Vorschriften
Je mehr Übereinstimmung über den Inhalt von Vorschriften, Verletzung von Vorschriften und Folgen einer Verletzung vorliegt, umso stärker wird die Kopplung sein. Hier spielen kulturelle Faktoren auf der Ebene der Organisation (Organisationskultur), aber auch auf der Ebene der Gesellschaft eine Rolle.
Feedback
Je schneller die Folgen einer Handlung rückvermittelt werden, umso stärker ist die Kopplung.
Aufmerksamkeit
Je mehr Aufmerksamkeit einer Kopplung geschenkt wird, umso stärker wird sie. Verändert sich die Aufmerksamkeit, beispielsweise weil wichtigere Dinge beachtet werden müssen, wird die Variabilität wieder ansteigen und die Kopplung wird schwächer.
Diese vier Aspekte sind freilich nicht als abschließende Zusammenstellung zu verstehen. Auch wenn weitere Faktoren hinzugefügt werden, wird schnell klar, dass keine Organisation vollständig lose oder stark gekoppelt ist. Die meisten Organisationen lassen sich als Mischungen von losen und starken Kopplungen charakterisieren. Dementsprechend kann man in Organisationen zwar durchaus von „Ordnung“ sprechen, diese ist aber erheblich weniger durchgängig oder allumfassend als es konventionelle Bürokratiemodelle, beispielsweise der Kulturtypologie nach Deal und Kennedy oder die Bürokratieformen der Aston-Gruppe, erscheinen lassen. Darüber hinaus variieren die Kopplungen in einem System mit der Zeit und die Kopplung ist weniger eine präzise Beschreibung eines Systemzustands als eine Art und Weise, über die Beziehungen innerhalb einer Organisation oder der Organisation selbst nachzudenken.

## Auswirkungen und Beispiele
Schwaches Koppeln erhöht die Ambiguität (Mehrdeutigkeit) in Systemen. Vorschau und Planung (prévoir), Organisation (organiser), Leitung (commander); Koordination (coordonner) und Kontrolle (contrôler) – die „Management-Funktionen“ nach Henri Fayol – werden erschwert. Andererseits ermöglicht es, Lösungen zu finden. Aus diesen Gründen scheuen Organisationen Ambiguität. Daraus folgt auch, dass Delegation, Selbstbestimmung und Differenzierung (in Teams) keine attraktiven Alternativstrategien darstellen, da all diese Methoden die Variabilität von Kopplungen und damit die Ambiguität fördern. Allerdings wäre es falsch zu glauben, dass man die Ambiguität beseitigen könne. Systeme sind ohne Ambiguität nicht denkbar. Damit wird Ambiguität zu einer Ursache für viele Dinge, die in Organisationen geschehen.
Ein Beispiel für solche Effekte wird als „abergläubiges Lernen“ bezeichnet. Nach Hedberg übersteigen komplizierte Interaktionen zwischen Organisationen und ihrer Umwelt die menschlichen kognitiven Fähigkeiten, so dass falsche Schlüsse gezogen werden. Werden diese Schlussfolgerungen in den Strukturen bewahrt, dem Organisationsgedächtnis, dann findet zwar organisatorisches Lernen statt, aber es ist „abergläubig“, weil es eine Ursache-Wirkungs-Beziehung abbildet, die in der Realität keinen Bestand hat. Solche Prozesse verzögern „echtes“ Lernen, weil nun erst eine (falsch) gespeicherte Information durch inkrementelle Anpassungen korrigiert werden muss.